# Live at Eindhoven
Live at Eindhoven es un álbum en vivo lanzado en formato EP en 1987 por la banda de thrash metal estadounidense Testament. El disco fue grabado en el Dynamo Open Air Festival en Eindhoven, Países Bajos el 8 de junio de 1987. El EP fue lanzado por Megaforce Records para Europa en 1987 y para Estados Unidos en 1990. Una versión remasterizada del álbum, que incluye bandas en el conjunto y una nueva portada, fue lanzada el 14 de abril de 2009.

## Lista de canciones
1. "Over the Wall"
2. "Burnt Offerings"
3. "Do or Die"
4. "Apocalyptic City"
5. "Reign of Terror"

Lista de canciones del 2009 relanzamiento por Prosthetic Records.
1. "Disciples of the Watch"
2. "Haunting"
3. "Apocalyptic City"
4. "First Strike Is Deadly"
5. "Burnt Offerings"
6. "Alek Skolnick Solo"
7. "Over the Wall"
8. "Do or Die"
9. "Curse of the Legions of Death"
10. "Reign of Terror"

## Créditos
- Chuck Billy: Vocales
- Alex Skolnick: Guitarra principal
- Eric Peterson: Guitarra rítmica
- Greg Christian: Bajo
- Louie Clemente: Batería